# Monica (Cerová vrchovina)
Monica nebo Monosa (584 m n. m.) je třetí nejvyšší vrchol Cerové vrchoviny.
Nachází se ve střední části pohoří, asi 3 km východně od Radzoviec. Zabírá jižní část rozsáhlého masivu s horským hřbetem, který tvoří ještě vrch Belina (501 m n. m.) a Belinská skala (466 m n. m.). Souvislý hustý porost neumožňuje výhledy.

## Přístup
Téměř na vrchol vede  žlutě značený turistický chodník ze Šurice a z Beliny, přístup na nejvyšší bod vrchu je pak možný lesem. Z osady Obručná je přístup po  červeně značené trase přes sedlo Monica.